# Colobothea biguttata
Colobothea biguttata är en skalbaggsart som beskrevs av Bates 1865. Colobothea biguttata ingår i släktet Colobothea och familjen långhorningar. Inga underarter finns listade i Catalogue of Life.